# Giovanny Pazmiño Abril
Jorge Giovanny Pazmiño Abril (Baños, 3 de julio de 1965) es un eclesiástico católico ecuatoriano, actual obispo de Ambato.

## Biografía
Jorge Giovanny nació el 3 de julio de 1965, en la ciudad ecuatoriana de Baños.
Realizó los estudios de Filosofía y Teología, en la Pontificia Universidad Católica del Ecuador.
En la Universidad Angelicum (2007-2011), obtuvo la licenciatura en Teología Dogmática.

### Vida religiosa
Ingresó en la Orden de Predicadores, donde comenzó su noviciado 1987. 
Realizó su primera profesión de votos religiosos, el 4 de septiembre de 1988; y la profesión solemne, el 30 de agosto de 1991.
Su ordenación sacerdotal fue el 16 de diciembre de 1995, en Quito.
Como sacerdote desempeñó los siguientes ministerios:
- Profesor de Teología Pastoral y de Filosofía en la Escuela de Ciencias Religiosas de la PUCE (1997-2000).
- Promotor Vocacional de la Provincia Dominicana en Ecuador (1999-2000).
- Párroco de “Santo Domingo” y Vicario de la Comunidad Dominicana; Profesor de Teología Pastoral en el Seminario Mayor de Ambato (2000-2001),
- Profesor de Formación Cristiana en la Unidad Educativa “San Luis Beltrán”, Cuenca; Presidente de la Conferencia Ecuatoriana de Religiosos, zona Cuenca (2001-2002).
- Párroco de “Santo Domingo”, Guayaquil (2002-2007).
- Profesor de Teología Pastoral en el Seminario Mayor de Guayaquil; Capellán de los Colegios “Santo Domingo de Guzmán”, “Nuevo Mundo” y “Abdón Calderón”, Guayaquil (2004-2007).
- Profesor de Formación Cristiana en la Facultad de Derecho de la Universidad Católica de Guayaquil (2004-2005).
- Superior de la Comunidad Dominicana de Guayaquil (2004-2007).
- Secretario General de la Conferencia Interprovincial de los Padres Dominicos de América Latina y el Caribe (CIDALC) (2010-2011).
- Superior Provincial de la Provincia Dominicana “Santa Catalina de Siena” del Ecuador (2011-2015).
- Vicario de la Vida Consagrada en la Arquidiócesis de Quito (2014-2015).[3]

### Episcopado
Fue nombrado como el IV Obispo de Ambato el 20 de enero del 2015, por el Papa Francisco y consagrado el 21 de marzo del mencionado año.